# クリスチャン・ア・ダンマーク (1603-1647)

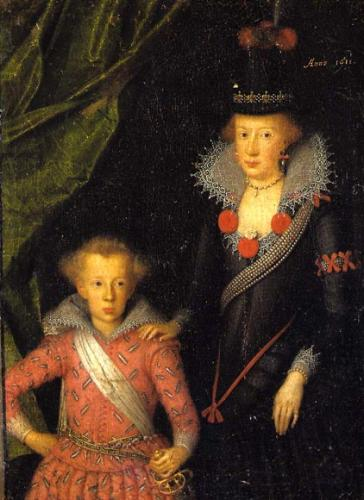
クリスチャンと母アンナ・カタリーナ

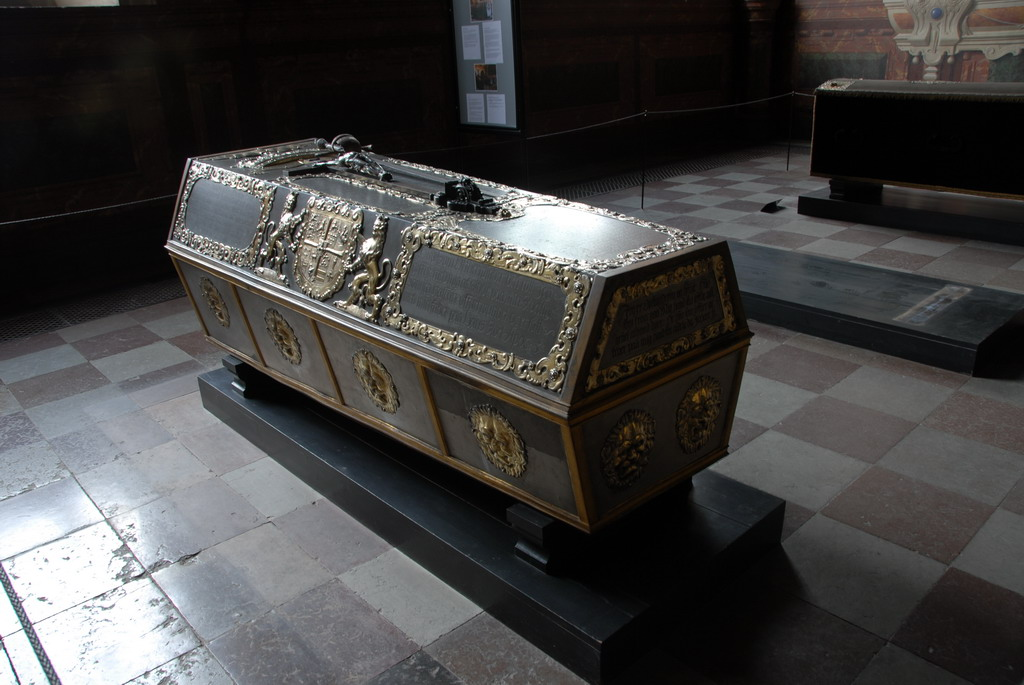
クリスチャンの棺

クリスチャン・ア・ダンマーク（デンマーク語：Christian af Danmark, 1603年4月10日 - 1647年6月2日）は、デンマーク王太子（在位：1610年 - 1647年）およびノルウェー王太子（在位：1603年 - 1647年）。父に先立って死去し、弟フレデリクが代わって王太子となった。

## 生涯

### 生い立ち
クリスチャンはコペンハーゲン城でデンマーク＝ノルウェー王クリスチャン4世とアンナ・カタリーナ・フォン・ブランデンブルクの次男として生まれた。1599年に兄フレデリクは死去しており、父クリスチャン4世はクリスチャンをデンマークの王位継承者とみなした。
デンマークは選挙君主制であり、議会（Rigsrådet）が選挙権を保持していた。しかし、通常は国王が後継者を選び認めさせることで、議会の選択の自由を制限していた。そしてノルウェーは世襲君主制であり、クリスチャンは誕生時からノルウェー王太子であったため、デンマークの次の王がノルウェーの次の王を兼ねる可能性が高かった。1608年、議会と領主の代表者は、国王がクリスチャンを法定相続人に指名することを支持した。クリスチャンは1610年にデンマークとノルウェーの両方で正式に王太子として認められた。
ニルス・ヨルゲンセン・エリルース（1610年 - 1617年）とイェスパー・ブロクマン（1617年 - 1620年）がクリスチャンの教育を担当した。主な宮廷を率いるクリスチャン・フリス・ティル・クラゲルプが宮廷長（1615年 - 1616年）をつとめ、1616年にクリスチャン・トメセン・セヘステッドがその跡を継いだ。

### 経歴と結婚
1625年、デンマーク＝ノルウェーは三十年戦争に参戦した。デンマークの介入により、ボヘミア反乱の終結後、戦争は第2段階に突入した。クリスチャン4世が戦場で指揮を執り、王太子のクリスチャンが国王代理に任命された。クリスチャンは1627年までこの職にあったが、その間に戦場に出なかったわけではなかった。クリスチャンは1626年11月に2発の銃弾を受けた。1627年、彼は辺境近くのホルシュタインに送られ、ゼーゲベルクに落ち着いた。デンマークの介入が失敗し、敵軍がユトランド半島を制圧したときにクリスチャンはノルウェーに撤退した。この時、クリスチャンは荷馬車から転落して足を骨折した。1626年、父クリスチャン4世がクリスチャンの愛妾であった貴族女性アン・リッケがクリスチャンに与える影響を危惧し、リッケを逮捕し魔術を用いた容疑で起訴させようとしたため、クリスチャンと父および議会との間に対立が生じた。
1628年、クリスチャンはマルメヒュースを領地として与えられた。1632年1月にはデンマークのシュレースヴィヒとホルシュタインの総督に任命された。また、ロラン島とファルスター島も与えられた。
1633年、クリスチャンはザクセン選帝侯ヨハン・ゲオルク1世の娘マグダレーナ・ジビュレと婚約した。結婚については1630年には早くも交渉が行われていた。結婚の祝典は1634年10月5日にコペンハーゲンにおいて盛大に行われた。この結婚では子供が生まれず、夫妻はファルスター島のニュークビン城に居を構えた。クリスチャンは、このころは政治にあまり関与させてもらえずがっかりしたこともあったが、1644年にトルステンソン戦争のため王が不在だった際には国王代理をつとめた。1644年秋にクリスチャンはマルメの要塞に滞在したが、スウェーデン軍が街を脅かし、また、クリスチャンが病にかかったため、最初にコペンハーゲンに、次にファルスター島に撤退した。

### 晩年
クリスチャンは、怠け者で酒飲みと評されるようになっていった。クリスチャンは多額の借金を負い、父王がクリスチャンの借金の一部を返済しようとしたにもかかわらず、1647年にまだ215,000リグスデーラー以上の借金を抱えていた。特に、1646年にはボヘミアの温泉に滞在するための資金を調達するため、ホルシュタイン＝ゴットルプ公から融資を受けた。クリスチャンは1647年5月8日にボヘミアに向けてニュークビンを出発した。5月28日にドレスデンに到着し、6月1日に再び移動を開始した。しかし、ドレスデンを発って間もなく、クリスチャンは病気の発作に見舞われた。クリスチャンはドレスデン近くのゴルビッツ城に運ばれ翌日死去し、1647年11月8日にコペンハーゲンの聖母教会に埋葬された。1655年、クリスチャンの遺体はロスキレ大聖堂に改葬された。